# Élections législatives de 1986 à Paris
Les élections législatives françaises de 1986 ont lieu le 16 mars 1986. A Paris, vingt-et-un députés sont à élire dans le cadre d'un scrutin proportionnel par liste départementale à un seul tour.

## Élus
| Député élu              |  | Parti     |
| ----------------------- |  | --------- |
| Jacques Toubon          |  | RPR       |
| Jean Tiberi             |  | RPR       |
| Édouard Balladur        |  | RPR       |
| Bernard Pons            |  | RPR       |
| Alain Juppé             |  | RPR       |
| Pierre de Bénouville    |  | RPR       |
| Gabriel Kaspereit       |  | RPR       |
| Claude-Gérard Marcus    |  | RPR       |
| Lionel Jospin           |  | PS        |
| Paul Quilès             |  | PS        |
| Georges Sarre           |  | PS        |
| Michel Charzat          |  | PS        |
| Edwige Avice            |  | PS        |
| Gérard Fuchs            |  | PS        |
| Gisèle Stievenard       |  | PS        |
| Louis Moulinet          |  | PS        |
| Jacques Dominati        |  | UDF (PR)  |
| Gilbert Gantier         |  | UDF (PR)  |
| Georges Mesmin          |  | UDF (CDS) |
| Jean-Marie Le Pen       |  | FN        |
| Édouard Frédéric-Dupont |  | FN        |

Élu député de la Haute-Garonne à la suite d'une élection législative partielle, Lionel Jospin est remplacé par Alain Billon, suivant de liste.

## Sondages
| Source | Date de réalisation | Échantillon | LO      | PCF    | ALT      | PS-MRG | LV     | ECO     | DVD    | UDF      | RPR    | FN     | DIV           |
| Source | Date de réalisation | Échantillon | Cauquil | Moreau | Jacquard | Jospin | Dumont | Fischer | Garaud | Dominati | Toubon | Le Pen | Autres listes |
| ------ | ------------------- | ----------- | ------- | ------ | -------- | ------ | ------ | ------- | ------ | -------- | ------ | ------ | ------------- |
| Source | Date de réalisation | Échantillon |         |        |          |        |        |         |        |          |        |        |               |
| Ipsos  | 1er au 4 mars 1986  | 800         | 1       | 7      | 1        | 24     | 2      | 1       | 5      | 11       | 35     | 11     |               |
| Ipsos  | 1er au 5 mars 1986  | 819         | 0       | 5      | 0        | 25     | 2      | 0       | 6      | 13       | 35     | 8      |               |

## Résultats

### Résultats à l'échelle du département
|                                                          | RPR pour Paris Rassemblement pour la République (CNI - PDF)                                                 | Jacques Toubon      | 321 776   | 35,04  | 8  |
|                                                          | Pour une majorité de progrès avec le président de la République Parti socialiste (MRG)                      | Lionel Jospin       | 293 417   | 31,95  | 8  |
|                                                          | UDF pour Paris Union pour la démocratie française                                                           | Jacques Dominati    | 108 682   | 11,83  | 3  |
|                                                          | Rassemblement national Front national (CNI)                                                                 | Jean-Marie Le Pen   | 100 933   | 10,99  | 2  |
|                                                          | Liste présentée par le Parti communiste français Parti communiste français                                  | Gisèle Moreau       | 41 941    | 4,57   | 0  |
|                                                          | La France en tête avec Marie-France Garaud Divers droite                                                    | Marie-France Garaud | 23 701    | 2,58   | 0  |
|                                                          | Les Verts Paris Écologie Les Verts                                                                          | René Dumont         | 13 200    | 1,44   | 0  |
|                                                          | Liste Lutte ouvrière Lutte ouvrière                                                                         | Chantal Cauquil     | 3 963     | 0,43   | 0  |
|                                                          | Écologie et humanisme Divers écologiste                                                                     | Roger Fischer       | 3 002     | 0,33   | 0  |
|                                                          | Liste du Mouvement pour un parti des travailleurs Extrême gauche (Mouvement pour un parti des travailleurs) | Martine Debat       | 2 539     | 0,28   | 0  |
|                                                          | Alternative 86 Paris Extrême gauche (PSU - LCR - PAC - FGA)                                                 | Albert Jacquard     | 2 394     | 0,26   | 0  |
|                                                          | Initiative 86 - Entreprendre et réussir la France de l'an 2000 Divers droite                                | Gérard Touati       | 1 396     | 0,15   | 0  |
|                                                          | Liste du Parti humaniste Sans étiquette (Parti humaniste)                                                   | P. Moal             | 629       | 0,07   | 0  |
|                                                          | Croissance + 10 % Divers droite                                                                             | Maurice Mercante    | 315       | 0,03   | 0  |
|                                                          | Mouvement pour l'organisation des états en micro-démocraties Divers gauche                                  | F. Collot-Sparte    | 266       | 0,03   | 0  |
|                                                          | Liste Économie libérée Divers droite                                                                        | G. Marchant         | 244       | 0,03   | 0  |
|                                                          | |                     |           |        |    |
| Inscrits                                                 | Inscrits | Inscrits            | 1 250 484 | 100,00 | 21 |
| Abstentions                                              | Abstentions                                                                                                 | Abstentions         | 316 703   | 25,33  |    |
| Votants                                                  | Votants | Votants             | 933 781   | 74,67  |    |
| Blancs et nuls                                           | Blancs et nuls                                                                                              | Blancs et nuls      | 15 591    | 1,67   |    |
| Exprimés                                                 | Exprimés | Exprimés            | 918 190   | 98,33  |    |
| Sources : Data.gouv.fr et Le Monde du 18 mars 1986, p. 8 | |                     |           |        |    |

### Score par circonscription
La géographie électorale évolue peu par rapport à 1981 :
- Le PS maintient des scores élevés dans l'Est et le Nord-Est parisien et de bons scores dans les circonscriptions des XIIIe et XIVe arrondissements.
- Le RPR (qui présente une liste séparée de l'UDF à Paris) arrive nettement en tête dans l'Ouest parisien et le centre de la Rive-Gauche (Ve, VIe et VIIe arrondissements en particulier).

|                                                                                |                                                                                |
| Parti socialiste                                                               | RPR                                                                            |
| - 45 % et plus - 40 à 45 % - 35 à 40 % - 30 à 35 % - 25 à 30 % - Moins de 25 % | - 45 % et plus - 40 à 45 % - 35 à 40 % - 30 à 35 % - 25 à 30 % - Moins de 25 % |